# Tyrone GAA
Le Tyrone GAA est une sélection sportive irlandaise basée dans la province de l'Ulster et pratiquant les sports gaéliques : Hurling, football gaélique et camogie. Le Tyrone GAA évolue au Healy Park (25 000 places) situé à Omagh.

## Histoire

### Effectif 2013
Gardiens
- - 1.Niall Morgan			(Edendork St. Malachy's)
  - 16.Pascal McConnell		(Newtownstewart St. Eugene's)
  -  ??.Michael O'Neill		(Newtownstewart St. Eugene's)

Défenseurs
- - 2.PJ Quinn		(Moortown St. Malachy's)
  - 3.Conor Clarke		        (Omagh St. Enda's)
  - 4.Cathal McCarron	        (Dromore St. Dympna's)
  - 5.Jason McLoughlin	        (Shannon Gaels)
  - 17.Dermot Carlin         (Killyclogher St. Mary's)
  -  ??.Danny McBride            (Strabane)
  -  ??.Barry Tierney            (Omagh St. Enda's)
  -  ??.Aidan McCrory            (Errigal Ciarán)
  -  ??.Dean McNally            (Kildress)

Milieux défensifs
- - 5.Justin McMahon	        (Omagh St. Enda's)
  - 11.Peter Harte            (Errigal Ciarán)
  - 7.Conor Gormley   	10/10/1980	(Carrickmore Colmcille's)
  -  ??.Conor Grugan	(Omagh St. Enda's)
  -  ??.Ronan McNamee     (Aghyaran St. Davog's)
  -  ??.Ryan McKenna              (Eglish)
  -  ??.Sean Warnock     (St Patrick's, Greencastle)

Milieux
- - 8.Colm Cavanagh	(Moy Tír Na nÓg)
  - 9.Seán Cavanagh   16/02/1983   (Moy Tír Na nÓg)
  - 18.Aidan Cassidy            (Augher St. Macartan's)
  - 21.Plunkett Kane	 (Coalisland Na Fianna)
  - 25.Tiernan McCann      (Killyclogher St. Mary's)

Milieux offensifs
- - 10.Matthew Donnelly	      (Trillick St. Macartan's)
  - 11.Mark Donnelly 	(Carrickmore Colmcille's)
  - 12.Joe McMahon        03/08/1983	(Omagh St. Enda's)
  -  ??.Ronan McNabb       (Dromore St. Dympna's)
  - 20.Kevin Gallagher     (Newtownstewart St. Eugene's)
  - 22.Jonathan Lafferty    (Urney St. Columba's)

Attaquants
- - 13.Martin Penrose           (Carrickmore Colmcille's)
  - 14.Stephen O'Neill   19/11/1980     (Clan na nGael)	-(capitaine)
  - 15.Conor McAliskey	8/11/1993     (Clonoe O'Rahilly's)
  - 19.Kyle Coney	1990       (Ardboe O'Donovan Rossa)
  - 23.Darren McCurry	(Edendork St. Malachy's)
  -  ??.Patrick McNeice	(Coalisland Na Fianna)

Entraîneur
- - Mickey Harte

- (entre parenthèses et en italique, le club du joueur)

## Palmarès de football gaélique
- All-Ireland Senior Football Championships: 4
  - 2003, 2005, 2008 2021

- All-Ireland Under-21 Football Championships: 4
  - 1991, 1992, 2000, 2001

- All-Ireland Minor Football Championships: 6
  - 1947, 1948, 1973, 1998, 2001, 2004

- All-Ireland Junior Football Championships: 1
  - 1968

- National Football Leagues: 2
  - 2002, 2003

- Ulster Senior Football Championships: 10
  - 1956, 1957, 1973, 1984, 1986, 1989, 1995, 1996, 2001, 2003

- Ulster Under 21 Football Championships: 11
  - 1972, 1973, 1980, 1990, 1991, 1992, 2000, 2001, 2002, 2003, 2006

- Ulster Minor Football Championships: 19
  - 1931, 1934, 1946, 1947, 1948, 1967, 1971, 1972, 1973, 1975, 1976, 1978, 1988, 1993, 1997, 1998, 2001, 2003, 2004

- Ulster Junior Football Championships: 3
  - 1968, 1983, 1986

## Palmarès de hurling
- Ulster Junior Hurling Championships: 3
  - 1995, 1996, 1999